# Castillo de San José
Castillo de San José (grad San José) je zgodovinska trdnjava in muzej umetnosti v mestu Arrecife na kanarskem otoku Lanzarote. Od leta 1949 je kulturni spomenik.

## Zgodovina
Trdnjava, zgrajena med letoma 1776 in 1779, je bila zgrajena kot obrambna trdnjava v primeru piratskih napadov in kot projekt javnih del za zagotavljanje prepotrebne zaposlitve v času lakote in revščine na otoku. Postala je splošno znana kot 'Trdnjava lakote' (Fortaleza del hambre). Lakoto so povzročili številni dejavniki, vključno s sušnimi obdobji in prejšnjim izbruhom Timanfaya med letoma 1730 in 1736, ki je opustošil večino produktivnih kmetijskih površin na otoku. Karel III. Španski, ki je bil zaskrbljen zaradi stiske otočanov, je ukazal zgraditi trdnjavo.
Trdnjava v obliki črke D, ki stoji na pečini nad pristaniščem Naos, ima polkrožno obzidje, obrnjeno proti morju. Na kopni strani je zadnja stena zaščitena z dvema majhnima stolpoma z jarkom, ki ga prečka  dvižni most, ki vodi do glavnih vrat. Trdnjava je zgrajena iz zidanih in klesanih blokov vulkanskega izvora. Notranjost, ki jo sestavljajo banjasto obokane sobe, je bila v glavnem uporabljena kot skladišče smodnika.

## Mednarodni muzej sodobne umetnosti
V 1970-ih je v bližini rojen umetnik César Manrique trdnjavo prenovil in preoblikoval notranjost, da bi v njej uredil muzej moderne umetnosti. Muzej je bil za javnost odprt leta 1976 kot Mednarodni muzej sodobne umetnosti (špansko Museo Internacional de Arte Contemporaneo, skrajšano MIAC).
Razstavljeni predmeti so predvsem iz obdobja med letoma 1950 in 1980, s poudarkom na različnih oblikah abstraktne umetnosti, kot so moderno kiparstvo, kinetična umetnost in geometrijska abstrakcija. Dela so večinoma španski umetniki, med njimi Antoni Tàpies, Eusebio Sempere in skupina El Paso, en del pa je posvečen tudi kanarskemu umetniku Panchu Lassu.
Dvorišče se uporablja tudi kot razstavni prostor za zunanje skulpture in dizajne. Pod muzejem so prizidek utrdbe prenovili in preuredili v gostinski lokal, ki sta povezana s spiralnim stopniščem. Z ukrivljenimi okni od tal do stropa ima jedilnica panoramski pogled na pristanišče in doke spodaj.

## Galerija
- La semilla (Francisco Barón 1976)
- Cuadro 201 (Manuel Millares 1962)
- Géminis III (Amadeo Gabino 1975)
- Formas de silencio (Maria Belén Morales 1976)
- 'Blanco con agujero y madera de Sabina (Gustavo Torner 1963)